# Vijeće država Baltičkog mora
Vijeće država Baltičkog mora (eng. Council of the Baltic Sea States, CBSS) regionalna je međuvladina organizacija zemalja oko Baltičkog mora, kao i Islanda i Norveške. Vijeće čini 11 država članica uz Europsku uniju, a još 11 zemalja ima status promatrača. Sjedište organizacije je u Stockholmu u Švedskoj, gdje se nalazi Tajništvo vijeća. Službeni jezik je engleski.
Vijeće je osnovano 1992. godine u Kopenhagenu na sastanku ministara vanjskih poslova država članica i predstavnika EU, uslijed geopolitičkih promjena na području Baltičkog mora poslije Hladnog rata. Tom prilikom samo su Danska i Njemačka bile članice i ovog Vijeća i Europske Unije, dok je danas većina država u Vijeću također dio EU. Island se pridružio zajednici 1995. godine. Stalno Tajništvo vijeća osnovano je 1998. godine.
Organizacija služi za suradnju u svrhe unapređenja ekonomskog, socijalnog i kulturnog razvoja u toj regiji. Tri dugoročna prioriteta Vijeća su: oblikovanje regionalnog identiteta, promoviranje održivog razvoja gospodarstva i utvrđivanje sigurnosti u regiji. Vijeće ima pet ekspertnih grupa, koje se brinu za ostvarivanje ovih ciljeva. Glavni su skupovi Vijeća sjednice ministara vanjskih poslova (eng. CBSS Ministerial Summit), odnosno šefova vlada (eng. Baltic Sea States Summit), svaki od kojih se održava jednom godišnje. Glavni predstavnik Vijeća je šef diplomacije predsjedavajuće države, koja se mijenja svake godine.

## Države članice
Vijeće čini 11 država članica, a također stalno predstavništvo EU. Deset njih sudjeluju u Vijeću od njegovog postanka, dok je Island postao članica 1995. godine. Članice su:
- Danska
- Estonija
- Island (od 1995.)
- Latvija
- Litva
- Njemačka
- Norveška
- Poljska
- Rusija (suspendirana 2022.)[2]
- Finska
- Švedska
- EU – Europska komisija

## Države promatrači
Još 11 država imaju status promatrača. One su:
- SAD (od 1999.)
- Ujedinjeno Kraljevstvo (od 1999.)
- Ukrajina (od 1999.)
- Francuska (od 1999.)
- Italija (od 2000.)
- Slovačka (od 2001.)
- Nizozemska (od 2001.)
- Bjelorusija (od 2009.)
- Rumunjska (od 2009.)
- Španjolska (od 2009.)
- Mađarska (od 2016.)